# Ambridge
Ambridge es un borough ubicado en el condado de Beaver en el estado estadounidense de Pensilvania. En el año 2000 tenía una población de 7.769 habitantes y una densidad poblacional de 1,999.7 personas por km².

## Geografía
Ambridge se encuentra ubicado en las coordenadas 40°35′35″N 80°13′31″O / 40.59306, -80.22528.

## Demografía
Según la Oficina del Censo en 2000 los ingresos medios por hogar en la localidad eran de $26,263 y los ingresos medios por familia eran $35,529. Los hombres tenían unos ingresos medios de $30,996 frente a los $21,455 para las mujeres. La renta per cápita para la localidad era de $15,089. Alrededor del 17.8% de la población estaba por debajo del umbral de pobreza.